# Trzynaście duchów (film 1960)
Trzynaście duchów (ang. 13 Ghosts) – amerykański horror filmowy z 1960 roku w reżyserii Williama Castle’a.

## Fabuła
Kiedy okultysta dr Plato Zorba zostawia w spadku starą rezydencję swojemu bratankowi Cyrusowi i jego zubożałej rodzinie, są informowani przez jego adwokata – Benjamina Rusha o tym, iż dom jest nawiedzony przez duchy. Cyrus i jego żona Hilda nie biorą tego na poważnie. Benjamin po przyjeździe do domu, w celu sfinalizowania transakcji, opowiada Medei, nastoletniej córce Zorbów, że też nie wierzył w historię o kolekcjonowaniu duchów, póki nie poznał swego klienta. Małoletni Buck, drugie dziecko i najmłodszy członek rodziny znajduje ouiję w sekretnej skrytce, gdzie znajduje się książka zapisana łaciną.
Podczas rozluźniającej gry ouija wskazuje, że duchów nawiedzających dom jest trzynaście. Przy pytaniu o złe zamiary duchów wskaźnik zaczyna lewitować. Cyrus próbujący racjonalizować wydarzenie oznajmia, że muszą zamieszkać w posiadłości bez możliwości sprzedaży, bo inaczej stanie się ona własnością skarbu państwa jako część parku. Nocą duchy rozpoczynają swą aktywność. Słysząc osobliwe jęki odkrywa tajemny pokój, gdzie atakują go duchy i zaznaczają jego dłoń cyfrą 13.
Cyrus będąc w pracy w muzeum w Los Angeles zanosi książkę do przetłumaczenia swemu szefowi, Vanowi Allenowi. W niej zawarta jest dokumentacja dr-a Zorby nad duchami i ich schwytaniem. Relacja umacnia swą wiarygodność, gdy Zorba – uznany parapsycholog został odnotowany w publikacjach uniwersyteckich jako wynalazca gogli pozwalających ujrzenie duchów. W dzienniku jest zapisane, że dr Zorba został dwunastym duchem, a także jest jeszcze trzynasty, o którym nic nie zapisał. Nagle Cyrus otrzymuje nagły telefon od Hildy. Duchy szarżują w kuchni. Wiedzę o duchach ma Elaine, gospodyni i była asystenka dr-a Zorby.
Elaine pokazuje pokój, w którym dr Zorba zmarł, prawdopodobnie przez duchy. Sugeruje Zorbom opuszczenie domu. Nocą Medeę atakuje nadgniły truposz, a z rana Buck ściera się z duchami cyrkowego lwa i jego bezgłowego tresera. Benjamin, który zaczął chodzić z Medeą, odkrywa z Buckiem 200 dolarów. Zdradza chłopcu w tajemnicy, że w rezydencji znajduje się w zakopany skarb. Także Cyrus dowiaduje się o skarbie w pracy, gdy Allen skończył tłumaczyć dziennik dr-a Zorby. Z dziennika też wynika, że Elaine była medium i pomagała Zorbie nawiązywać kontakt ze zmarłymi. Benjamin załatwia Zorbom wyprowadzkę z domu bez strat, a ci nocą organizują seans z Elaine.Przywołany dr Zorba przemawia ustami Cyrusa, że dzisiaj ktoś z bywalców domu zostanie trzynastym duchem. 
Buck, który nie może uczestniczyć w seansie przypadkowo znajduje skrytkę z gotówką Zorby. Niespodziewanie zjawia się Benjamin i mówi Buckowi, by nikomu nie zdradzał jego obecności. Gdy wszyscy śpią, Benjamin chce zamordować śpiącego Bucka w taki sam sposób, w jaki zginął dr Zorba – poprzez łóżko wyposażone w opadający baldachim. Pojawia się duch Zorby, zabijając Benjamina, gdy Buck budzi się i ucieka. Okazało się, że Benjamin stał za zabójstwem dr-a Zorby celem zdobycia jego pieniędzy. Także to on udawał trupa nawiedzającego Medeę. Zorbowie cieszą ze stabilności finansowej i postanawiają zostać w domu. Elaine mówi, że duchy stały się wolne i odeszły, ale przewiduje, że powrócą, ku uciesze Bucka.

## Obsada
- Donald Woods – Cyrus Zorba
- Charles Herbert – Buck Zorba
- Martin Milner – Benjamin Rush
- Rosemary DeCamp – Hilda Zorba
- Jo Morrow – Medea Zorba
- Margaret Hamilton – Elaine Zacharides
- John van Dreelen – Van Allen
- David Hoffman – posłaniec
- Roy Jenson – duch doktora Plato Zorby
- William Kelley – duch
- Hubie Kerns – duch
- Darryl Scott McFadden – duch
- Jack Nestle – duch
- Zamba – duch lwa
- William Castle – on sam

## Produkcja
Tak jak przy innych swych produkcjach, Castle zastosował specjalny trik do promocji Trzynastu duchów. Widzowie dostali dwie opcje: ci „odważni” mogli obejrzeć film i ujrzeć duchy, ci mniej mogli odbyć seans bez konieczności oglądania duchów. Wybór był możliwy poprzez specjalne okulary „zostawione przez doktora Zorbę”.
W kinach większość filmu była czarno-biała, lecz sekwencje z udziałem duchów były nakręcone w procesie zwanym „Illusion-O”: Sceny z aktorami i dekoracjami  – z wyjątkem duchów – nakręcone z niebieskim filtrem, zaś duchy wkomponowane w postprodukcji były nagrane w czerwonym filtrze. Widownia otrzymywała okulary z czerwonymi i niebieskimi filtrami celofanowymi. W przeciwieństwie do wczesnych okularów 3D, w których jedna soczewka jest czerwona, a druga niebieska, okulary Illusion-O wymagały od ludzi patrzenia jednym kolorem obojgiem oczu. Wybór spojrzenia przez czerwony filtr zintensyfikował obrazy duchów, a niebieski filtr „usuwał” je.

## Odbiór
Howard Thompson dla The New York Times nazwał film „prostą staroświecką bajką o nawiedzonym domu”, której „lepiej wyszłoby bez stosowania tychże trików”. Variety napisało, „Pomysł jest rozsądny i możliwy do wykorzystania, ale wykonanie nie kończy się w pełni” i określiło duchy jako pozbawione osobowości i niestraszne, a sceny z nimi pozbawione są napięcia. The Monthly Film Bulletin nazwał film dobry warsztatowy, ale niesprawdzający się jako horror. „Duchy, które są a w matowej czerwieni, są znacznie mniej efektywne, gdy są świadkami, niż gdy ich obecność jest jedynie zasugerowana, szczególnie gdy ich widoczność zależy od procesu tak niezwykłego jak Illusion-O”.

## Remake
Film doczekał się  remake’u w 2001 roku, który został wyreżyserowany przez Steve’a Becka. Tak jak oryginał, film był dystrybuowany przez Columbia Pictures, z wyjątkiem Stanów Zjednoczonych i Kanady, gdzie dystrybucją zajął się Warner Bros. Pictures.